# The World Bank Economic Review
The World Bank Economic Review (WBER) ist eine wirtschaftswissenschaftliche Fachzeitschrift, deren Schwerpunkt quantitative Entwicklungsökonomie ist. Die World Bank Economic Review wird im Auftrag der Weltbank durch den Verlag Oxford University Press in dessen Zeitschriftenreihe Oxford Journals mit einer Frequenz von drei Ausgaben pro Jahr herausgegeben.

## Geschichte
Die World Bank Economic Review wurde erstmals im September 1986 veröffentlicht. Hintergrund der Gründung der WBER war der Wunsch der Weltbank die Ergebnisse seiner weitreichenden und vielzähligen Forschungs- und Entwicklungszusammenarbeitsprogramme nicht nur in spezialisierten Büchern und Monographien zu veröffentlichen, sondern in einer akademischen Fachzeitschrift. Dies sollte zudem einen konstruktiven Austausch zwischen der akademischen Fachwelt und den entwicklungs- und wirtschaftspolitischen Praktikern innerhalb der Weltbank fördern. Die WBER begann zunächst mit einer Frequenz von vier Ausgaben über 1986/1987 und veröffentlichte fortan drei Ausgaben pro Jahr. Die World Bank Economic Review ist laut Eigendarstellung die weltweit meistgelesene wirtschaftswissenschaftliche Fachzeitschrift zu sein und wird an über 9.500 Abonnenten in Nicht-OECD-Ländern verteilt.

## Inhalte
Die World Bank Economic Review ist laut Eigenaussage die einzige Zeitschrift ihrer Art, welche sich auf die quantitative Analyse von Entwicklungspolitik spezialisiert hat. Die einem strengen Bewertungsprozess unterzogenen Artikel untersuchen politische Entscheidungen und legen ihren Schwerpunkt daher eher auf politische Relevanz denn auf theoretische oder methodologische Werthaltigkeit. Seinem Selbstverständnis entsprechend, zielt die World Bank Economic Review hinsichtlich ihrer Leserschaft auf Ökonomen und andere Gesellschaftswissenschaftler in Regierungen, Wirtschaft, internationalen Institutionen, Universitäten und Forschungsinstituten ab. Die WBER beabsichtigt höchstwertige Forschung auf dem neuesten Stand im Feld der wirtschaftlichen Entwicklung zu veröffentlichen.

## Redaktion
Die Redaktion der World Bank Economic Review wird durch die Redakteure Alain de Janvry (University of California, Berkeley) und Elisabeth Sadoulet (University of California, Berkeley) geleitet, welche durch ein 29-köpfiges Editorial Board unterstützt werden.

## Rezeption
In einer Studie von Kalaitzidakis et al. (2003) belegte die World Bank Economic Review Platz 37 von 159 ausgewerteten Publikationen, konnte sich jedoch in einer aktualisierten Studie von Kalaitzidakis et al. (2011) auf Platz 35 von 209 verglichenen Publikationen steigern. Im wirtschaftswissenschaftlichen Publikationsranking des Tinbergen-Instituts an der Universität Amsterdam wird die World Bank Economic Review in der Kategorie A („sehr gute allgemeine wirtschaftswissenschaftliche Fachzeitschriften und Spitzenzeitschriften im jeweiligen Fachgebiet“) geführt. Die Zeitschrift besitzt einen Impaktfaktor von 1,263 (Stand 2008) und belegt gemäß der Journal Citation Reports Rang 41 von 191 Zeitschriften in der Kategorie Wirtschaftswissenschaften, Rang 9 von 38 Zeitschriften in der Kategorie Planung und Entwicklung sowie Rang 11 von 45 Zeitschriften in der Kategorie Business/Finance.